# Dotsie Bausch
Dotsie Bausch, född 6 mars 1973 i Lexington, Kentucky, är en amerikansk cyklist som tog OS-silver i lagförföljelsen vid de olympiska cyklingstävlingarna 2012 i London.